# Сборная Таджикистана по футболу (до 17 лет)
Юношеская сборная Таджикистана по футболу (до 16-17 лет) — сборная, представляющая Таджикистан на международных юношеских турнирах и матчах по футболу. Финалист юношеского Чемпионата Азии (до 16 лет) 2018 года, бронзовый призёр юношеского Чемпионата Азии (до 17 лет) 2006 года. Участник юношеского Чемпионата мира (до 17 лет) 2007 года, в котором сборная Таджикистана дошла до 1/8 финала. Также во второй раз в своей истории сборная Таджикистана примет участие в юношеском Чемпионате мира 2019 года. Также призер ряда других, более маленьких, чаще региональных международных турниров.
В отборе к турниру 2025 года в Сингапуре в октябре 2024 года Таджикистан одержал самую крупную победу в своей истории, разгромив Гуам со счётом 0:33. Победа Таджикистана в этом матче превзошла результат игры между взрослыми национальными сборными Австралии и Американским Самоа, закончившийся в 2001 году победой австралийцев со счётом 31:0. При этом в игре за Таджикистан Мухаммад Назриев отправил в сетку ворот Гуама 14 мячей, побив рекорд ФИФА по количеству голов в одной игре одним футболистом, превзойдя достижение Арчи Томпсона, забившего Американскому Самоа 13 голов.

## Достижения
- Финалист юношеского Чемпионата Азии: 2018
- Финалист юношеского Чемпионата Азии :2018
- 1/8 финала в юношеском Чемпионате мира: 2007

## Участие в международных турнирах

### Юношеский чемпионат мира
| Юношеский чемпионат мира (до 17) | Юношеский чемпионат мира (до 17) | Юношеский чемпионат мира (до 17) | Юношеский чемпионат мира (до 17) | Юношеский чемпионат мира (до 17) | Юношеский чемпионат мира (до 17) | Юношеский чемпионат мира (до 17) | Юношеский чемпионат мира (до 17) | Юношеский чемпионат мира (до 17) |
| Год                              | Раунд                            | М                                | В                                | Н                                | П                                | ЗМ                               | ПМ                               |                                  |
| -------------------------------- | -------------------------------- | -------------------------------- | -------------------------------- | -------------------------------- | -------------------------------- | -------------------------------- | -------------------------------- | -------------------------------- |
| 1993                             | Не принимала участия             | -                                | -                                | -                                | -                                | -                                | -                                |                                  |
| 1995                             | Не принимала участия             | -                                | -                                | -                                | -                                | -                                | -                                |                                  |
| 1997                             | Не принимала участия             | -                                | -                                | -                                | -                                | -                                | -                                |                                  |
| 1999                             | Не прошла квалификацию           | -                                | -                                | -                                | -                                | -                                | -                                |                                  |
| 2001                             | Не прошла квалификацию           | -                                | -                                | -                                | -                                | -                                | -                                |                                  |
| 2003                             | Не прошла квалификацию           | -                                | -                                | -                                | -                                | -                                | -                                |                                  |
| 2005                             | Не прошла квалификацию           | -                                | -                                | -                                | -                                | -                                | -                                |                                  |
| 2007                             | 1/8 финала                       | 4                                | 1                                | 1                                | 2                                | 5                                | 6                                |                                  |
| 2009                             | Не прошла квалификацию           | -                                | -                                | -                                | -                                | -                                | -                                |                                  |
| 2011                             | Не прошла квалификацию           | -                                | -                                | -                                | -                                | -                                | -                                |                                  |
| 2013                             | Не прошла квалификацию           | -                                | -                                | -                                | -                                | -                                | -                                |                                  |
| 2015                             | Не прошла квалификацию           | -                                | -                                | -                                | -                                | -                                | -                                |                                  |
| 2017                             | Не прошла квалификацию           | -                                | -                                | -                                | -                                | -                                | -                                |                                  |
| 2019                             | Групповой этап                   | 3                                | 1                                | 0                                | 2                                | 3                                | 8                                |                                  |
| Всего                            |                                  | 7                                | 2                                | 1                                | 4                                | 8                                | 14                               |                                  |

### Юношеский чемпионат Азии
| Юношеский чемпионат Азии (до 16) | Юношеский чемпионат Азии (до 16)                         | Юношеский чемпионат Азии (до 16)                         | Юношеский чемпионат Азии (до 16)                         | Юношеский чемпионат Азии (до 16)                         | Юношеский чемпионат Азии (до 16)                         | Юношеский чемпионат Азии (до 16)                         | Юношеский чемпионат Азии (до 16)                         | Юношеский чемпионат Азии (до 16) |
| Год                              | Раунд                                                    | М                                                        | В                                                        | Н                                                        | П                                                        | ПМ                                                       | ЗМ                                                       |                                  |
| -------------------------------- | -------------------------------------------------------- | -------------------------------------------------------- | -------------------------------------------------------- | -------------------------------------------------------- | -------------------------------------------------------- | -------------------------------------------------------- | -------------------------------------------------------- | -------------------------------- |
| 1992                             | Не принимала участия даже в квалификации                 | Не принимала участия даже в квалификации                 | Не принимала участия даже в квалификации                 | Не принимала участия даже в квалификации                 | Не принимала участия даже в квалификации                 | Не принимала участия даже в квалификации                 | Не принимала участия даже в квалификации                 |                                  |
| 1994                             | Не принимала участия даже в квалификации                 | Не принимала участия даже в квалификации                 | Не принимала участия даже в квалификации                 | Не принимала участия даже в квалификации                 | Не принимала участия даже в квалификации                 | Не принимала участия даже в квалификации                 | Не принимала участия даже в квалификации                 |                                  |
| 1996                             | Не принимала участия даже в квалификации                 | Не принимала участия даже в квалификации                 | Не принимала участия даже в квалификации                 | Не принимала участия даже в квалификации                 | Не принимала участия даже в квалификации                 | Не принимала участия даже в квалификации                 | Не принимала участия даже в квалификации                 |                                  |
| 1998                             | Не прошла квалификацию                                   | Не прошла квалификацию                                   | Не прошла квалификацию                                   | Не прошла квалификацию                                   | Не прошла квалификацию                                   | Не прошла квалификацию                                   | Не прошла квалификацию                                   |                                  |
| 2000                             | Не прошла квалификацию                                   | Не прошла квалификацию                                   | Не прошла квалификацию                                   | Не прошла квалификацию                                   | Не прошла квалификацию                                   | Не прошла квалификацию                                   | Не прошла квалификацию                                   |                                  |
| 2002                             | Квалифицировалась, но была снята с турнира.              | Квалифицировалась, но была снята с турнира.              | Квалифицировалась, но была снята с турнира.              | Квалифицировалась, но была снята с турнира.              | Квалифицировалась, но была снята с турнира.              | Квалифицировалась, но была снята с турнира.              | Квалифицировалась, но была снята с турнира.              |                                  |
| 2004                             | Не прошла квалификацию                                   | Не прошла квалификацию                                   | Не прошла квалификацию                                   | Не прошла квалификацию                                   | Не прошла квалификацию                                   | Не прошла квалификацию                                   | Не прошла квалификацию                                   |                                  |
| 2006                             | Бронзовый призёр                                         | 6                                                        | 4                                                        | 1                                                        | 1                                                        | 11                                                       | 10                                                       |                                  |
| 2008                             | Квалифицировалась, но была дисквалифицирована с турнира. | Квалифицировалась, но была дисквалифицирована с турнира. | Квалифицировалась, но была дисквалифицирована с турнира. | Квалифицировалась, но была дисквалифицирована с турнира. | Квалифицировалась, но была дисквалифицирована с турнира. | Квалифицировалась, но была дисквалифицирована с турнира. | Квалифицировалась, но была дисквалифицирована с турнира. |                                  |
| 2010                             | Групповой этап                                           | 3                                                        | 0                                                        | 1                                                        | 2                                                        | 3                                                        | 13                                                       |                                  |
| 2012                             | Не прошла квалификацию                                   | Не прошла квалификацию                                   | Не прошла квалификацию                                   | Не прошла квалификацию                                   | Не прошла квалификацию                                   | Не прошла квалификацию                                   | Не прошла квалификацию                                   |                                  |
| 2014                             | Не прошла квалификацию                                   | Не прошла квалификацию                                   | Не прошла квалификацию                                   | Не прошла квалификацию                                   | Не прошла квалификацию                                   | Не прошла квалификацию                                   | Не прошла квалификацию                                   |                                  |
| 2016                             | Не прошла квалификацию                                   | Не прошла квалификацию                                   | Не прошла квалификацию                                   | Не прошла квалификацию                                   | Не прошла квалификацию                                   | Не прошла квалификацию                                   | Не прошла квалификацию                                   |                                  |
| 2018                             | Серебряный призёр                                        | 6                                                        | 1                                                        | 3                                                        | 2                                                        | 6                                                        | 10                                                       |                                  |
| Всего                            | Серебряный призёр                                        | 15                                                       | 5                                                        | 5                                                        | 5                                                        | 20                                                       | 33                                                       |                                  |

## Текущий состав
Состав юношеской сборной Таджикистана (до 16) на юношеском Чемпионате Азии 2018, в котором сборная дошла до финала.
| Имя                      | Клуб            |
| Вратари                  | Вратари         |
| ------------------------ | --------------- |
| Мухриддин Хасанов        | Парвоз          |
| Самандар Каримов         | Локомотив-Памир |
| Фируз Назаров            | Орзу-2026       |
| Защитники                |                 |
| Мухаммадрасул Лутфуллоев | Локомотив-Памир |
| Шахром Назаров           | Локомотив-Памир |
| Мехробджон Азимов        | Локомотив-Памир |
| Джонибек Шарипов         | Локомотив-Памир |
| Исроил Холов             | Локомотив-Памир |
| Шохрух Сангов            | Локомотив-Памир |
| Полузащитники            |                 |
| Иброхим Зокиров          | Регар-ТадАЗ     |
| Мухаммадали Азизбоев     | Истаравшан      |
| Озодбек Панджиев         | Локомотив-Памир |
| Хамзаджон Ахтамов        | Локомотив-Памир |
| Амадони Камолов          | Локомотив-Памир |
| Нидоёр Забиров           | Локомотив-Памир |
| Шарифбек Рахматов        | Локомотив-Памир |
| Умеджон Холиков          | Локомотив-Памир |
| Парвиз Ходжиев           | Локомотив-Памир |
| Имомали Ахмадхон         | Локомотив-Памир |
| Нападающие               |                 |
| Сунатулло Исмоилов       | Хатлон          |
| Рустам Соиров            | Локомотив-Памир |
| Ислом Зоиров             | Локомотив-Памир |
| Азизбек Хасанов          | Локомотив-Памир |